# 大叶牛奶菜
大叶牛奶菜（学名：Marsdenia koi）是夹竹桃科牛奶菜属的植物，为中国的特有植物。分布于中国大陆的贵州、西藏、广西、广东等地，生长于海拔1,900米至3,200米的地区，常生长在山地杂木林中或溪边，目前尚未由人工引种栽培。

## 异名
- Marsdenia tsaiana Tsiang